# Unter Piratenflagge
Unter Piratenflagge (Originaltitel: Captain Blood) ist ein US-amerikanischer Piratenfilm des Regisseurs Michael Curtiz aus dem Jahr 1935. Der Film machte die Hauptdarsteller Errol Flynn und Olivia de Havilland bekannt und sorgte für eine Renaissance des Abenteuerfilmes. In den Schurkenrollen sind Lionel Atwill und Basil Rathbone zu sehen.
Der Arzt Peter Blood wird durch einen unglücklichen Zufall zum Sklaven auf der Plantage und verliebt sich dort in die Nichte des Besitzers. Er und seine Mitsklaven beginnen später eher durch Zufall das Leben als Piraten und gehen ein Bündnis mit dem zwielichtigen Piraten Levasseur ein. Erst als England und Frankreich im Krieg sind, bietet sich Blood die Chance auf Rehabilitation.

## Handlung
Im England des Jahres 1685 erheben sich zahlreiche Bürger zu einer Rebellion gegen den unfähigen König James II. Der irische Arzt Peter Blood ist eigentlich nicht Teil der Rebellion, leistet aber einem Rebellen erste Hilfe, woraufhin er verhaftet und ohne angemessene Verteidigung zum Tod durch den Strang verurteilt wird. Dieses Urteil wird aber geändert, als der König erfährt, dass in der Kolonie Jamaika Sklavenmangel herrscht. So kommen Peter Blood und zahlreiche weitere Verurteilte der Rebellion nach Port Royal. Hier wird Peter von der Nichte des Plantagenbesitzers Colonel Bishop, Arabella Bishop, gekauft, die sich von seiner aufsässigen Natur gegenüber ihrem despotischen Onkel angezogen fühlt. Die Gruppe britischer Sklaven wird von Colonel Bishop und seinen Männern brutal gedemütigt und werden mit Brandzeichen für Fluchtversuche bestraft.
Peter erhält bald mehr Freiraum als die anderen Sklaven, da er als einziger fähiger Arzt der Gegend dem an Gicht erkrankten Gouverneur Steed hilft. Diesen Freiraum nutzt Peter, um für sich und die anderen Sklaven an Fluchtplänen zu arbeiten. Arabella ahnt die Pläne von Blood, schweigt allerdings gegenüber ihrem Onkel, da sie sich inzwischen in den Sklaven verliebt hat. Nach einiger Zeit wird Port Royal von spanischen Freibeutern angegriffen; dies nutzen Blood und seine Mitsklaven, um das Schiff der Spanier zu entern. Sie beschießen anschließend die Schiffe der Spanier und können so gerade verhindern, dass England Port Royal verliert. Colonel Bishop betritt das von den Sklaven eingenommene Schiff und dankt ihnen für ihren Einsatz, will sich allerdings nicht für die Befreiung der Sklaven einsetzen, woraufhin er über Bord geworfen wird.
Anschließend beginnen die Männer unter Führung von Peter Blood ein Leben als Piraten. Peter Blood gilt bald als einer der erfolgreichsten Piraten der Karibik und geht ein Bündnis mit dem französischen Piraten Levasseur ein. Bei einem Beutezug fallen Levasseur der englische Lord Willoughby und Arabella Bishop in die Hände. Am vereinbarten Treffpunkt der beiden Piraten sieht Peter Blood seine ehemalige Besitzerin wieder und will diese von Levasseur kaufen. Da Levasseur das Lösegeld aber nicht von Blood, sondern vom Gouverneur der Stadt Port Royal bekommen möchte, kommt es zu einem tödlichen Duell zwischen Peter Blood und Levasseur.
Nachdem Peter Blood das Duell überstanden hat, setzt er Segel in Richtung Port Royal, um Arabella Bishop dort abzusetzen. Als der Hafen gesichtet wird, hören Blood und seine Mannschaft Kanonendonner; Port Royal wird von französischen Schiffen angegriffen, da sich England und Frankreich nun im Krieg befinden. Jetzt nutzt der englische Lord Willoughby die Gelegenheit, um Peter Blood und seiner Mannschaft mitzuteilen, dass die Glorious Revolution den alten König abgesetzt habe. Er überreicht ihnen die Begnadigung des neuen Königs Wilhelm von Oranien. Durch diese Begnadigung wieder zu treuen Bürgern des britischen Empires gemacht, begegnen Blood und seine Männer den Franzosen im Kampf und schlagen den Angriff nieder. Nachdem die Seeschlacht gewonnen ist, wird Peter Blood von Willoughby wegen seiner Verdienste zum neuen Gouverneur von Port Royal ernannt und gewinnt auch die Hand Arabellas.

## Besetzung und deutsche Synchronisation
Robert Donat und Jean Muir sollten ursprünglich die Hauptrollen spielen, Donat musste aber wegen seiner angeschlagenen Gesundheit absagen. An seiner Stelle verpflichtete man Errol Flynn, der vorher nur in kleinen Filmen gespielt hatte und noch unbekannt war. Muir wurde ebenfalls durch die 19-jährige Olivia de Havilland ersetzt, die erst in diesem Jahr mit drei Filmen ihr Debüt gab.
Der Film kam wegen der Filmmusik des Juden Erich Wolfgang Korngold nicht in Nazi-Deutschland zur Aufführung und wurde nur in Österreich unter dem Titel Kapitän Blood gezeigt. In der Bundesrepublik kam Unter Piratenflagge am 26. Mai 1950 in die Kinos.
Von der ursprünglichen deutschen Synchronfassung ist wenig bekannt (Axel Monjé sprach Errol Flynn), für spätere Fernsehausstrahlungen entstand 1975 unter der Regie von Eberhard Cronshagen eine zweite Fassung, die auch für DVD-Veröffentlichungen Verwendung findet. Die in der restaurierten Fassung wieder ergänzten Szenen wurden untertitelt.   
| Rolle                      | Schauspieler        | Synchronsprecher      |
| -------------------------- | ------------------- | --------------------- |
| Peter Blood                | Errol Flynn         | Manfred Tümmler       |
| Arabella Bishop            | Olivia de Havilland | Barbara Peters        |
| Colonel Bishop             | Lionel Atwill       | Harald Juhnke         |
| Levasseur                  | Basil Rathbone      | Harry Wüstenhagen     |
| Jeremy Pitt                | Ross Alexander      | Uwe Paulsen           |
| Hagthorpe                  | Guy Kibbee          | Otto Czarski          |
| Lord Willoughby            | Henry Stephenson    | Siegfried Schürenberg |
| Wolverstone                | Robert Barrat       | Horst Niendorf        |
| Dr. Whacker                | Donald Meek         | Peter Schiff          |
| Dr. Bronson                | Hobart Cavanaugh    | Horst Gentzen         |
| Nutall                     | Forrester Harvey    | Manfred Grote         |
| Mrs. Barlow                | Jessie Ralph        | Ursula Krieg          |
| Captain Gardner            | Holmes Herbert      | Lutz Moik             |
| Cahusac                    | J. Carrol Naish     | Klaus Sonnenschein    |
| Governor Steed             | George Hassell      | Erik Jelde            |
| Lady Steed                 | Mary Forbes         | Dagmar Altrichter     |
| Don Diego                  | Pedro de Cordoba    | Dietrich Frauboes     |
| Lordrichter Baron Jeffreys | Leonard Mudie       | Wolfgang Lukschy      |
| König James II.            | Vernon Steele       | Lothar Blumhagen      |
| Kronanwalt                 | Ivan F. Simpson     | Wilhelm Borchert      |
| Lord Sanderland            | Halliwell Hobbes    | Joachim Cadenbach     |
| Dixon                      | Reginald Barlow     | Klaus Miedel          |

## Rezeption

### Kritiken
Der Film erhielt sowohl bei Kritikern als auch beim Publikum positive Resonanz. Er konnte zwar keinen der fünf Oscars gewinnen, für die er nominiert war, zählte aber dennoch zu den Kassenschlagern des Jahres.
„Mit sparsamen Mitteln packend und lebendig inszeniertes romantisches Seeabenteuer vor historischem Hintergrund. Der Film war der erste Schritt zum Star-Ruhm Errol Flynns und leitete eine neue goldene Ära im Piratenfilm ein.“ – „Lexikon des internationalen Films“
„Anspruchsloser Seeräuberfilm mit historischem Hintergrund. Große Aufmachung, schwungvoll inszeniert.“ – 6000 Filme. Kritische Notizen aus den Kinojahren 1945 bis 1958. Handbuch V der katholischen Filmkritik, 3. Auflage. Verlag Haus Altenberg, Düsseldorf 1963, S. 4453.

### Auszeichnungen
Oscar 1936
Nominierungen in den Kategorien
- Bester Film
- Beste Regie (Michael Curtiz)
- Beste Filmmusik (Leo F. Forbstein)
- Bester Ton (Nathan Levinson)
- Bestes Drehbuch (Casey Robinson)

## Hintergründe
Der Film basiert auf dem Roman Captain Blood von Rafael Sabatini. Nachdem die Filme Treasure Island und The Count of Monte Christo beim Publikum 1934 gut angekommen waren, entschied man sich für eine Neuverfilmung des Captain Blood-Filmes von 1923. Das Budget betrug weniger als eine Million Dollar. 
Viele Szenen des Filmes wurden während des Sommers 1935 im Studio gedreht. Einige Szenen – etwa der Schwertkampf zwischen Basil Rathbone und Flynn – wurden am Laguna Beach in Kalifornien gedreht, keine Szene jedoch in der Karibik, wo der Film eigentlich spielt. Die Seeschlacht am Ende des Filmes griff auf knapp 2500 Statisten zurück, was damals eine sehr hohe Zahl war. Auch Vorlagen und Requisiten aus dem Stummfilmoriginal wurden genutzt.
Errol Flynn drehte später noch sieben weitere Filme mit Olivia de Havilland und zehn weitere Filme mit Michael Curtiz, obwohl Flynn und der als streng geltende Curtiz sich während der Dreharbeiten oft stritten. Während der Produktion musste Flynn auch wegen Neuausbruch seiner Malaria behandelt werden, die er sich in Papua-Neuguinea zugezogen hatte.
Der Film erschien im Verleih von Warner Bros. Pictures, Inc.
1952 produzierte Columbia Pictures mit Die schwarze Isabell eine Fortsetzung, die auf Sabatinis Roman Captain Blood Returns basiert.

## Soundtrack
- Erich Wolfgang Korngold: Captain Blood · Unter Piratenflagge. Original Motion Picture Soundtrack. Tsunami, Andorra 2001, Tonträger-Nr. TSU 0141/UPN 4-011550-701411 – digital restaurierte Originalaufnahme der vollständigen Filmmusik, eingespielt vom Warner Bros. Studio Orchestra unter der Leitung des Komponisten
- Erich Wolfgang Korngold: Captain Blood. (Reconstructed Suite). auf: Captain Blood. Marco Polo/HNH, Unterhaching/München 1995, Tonträger-Nr. 8.223607 – digitale Neueinspielung durch die Brandenburgische Philharmonie Potsdam unter der Leitung von Richard Kaufman aus dem Jahr 1994 (daneben gibt es noch zahlreiche andere Neuaufnahmen von Auszügen der Filmmusik)